# 7705 Humeln
7705 Humeln è un asteroide della fascia principale. Scoperto nel 1993, presenta un'orbita caratterizzata da un semiasse maggiore pari a 2,3790666 UA e da un'eccentricità di 0,2291349, inclinata di 3,36309° rispetto all'eclittica.